# Phyllocosmus
Phyllocosmus, maleni rod drveća i grmova iz porodice Ixonanthaceae. Pripada mu pet vrsta iz tropske Afrike.
Rod je opisan u Abhandlungen der Königlichen Akademie der Wissenschaften zu Berlin 1856: 232. 1857.

## Vrste
1. Phyllocosmus africanus (Hook.f.) Klotzsch; tip
2. Phyllocosmus calothyrsus Mildbr.
3. Phyllocosmus congolensis (De Wild. & T.Durand) T.Durand & H.Durand
4. Phyllocosmus lemaireanus (De Wild. & T.Durand) T.Durand & H.Durand
5. Phyllocosmus sessiliflorus Oliv.

## Sinonimi
- Pentacocca Turcz.; Bull. Soc. Imp. Naturalistes Moscou 36: I. 600 (1863)